# Zamówienia publiczne
Zamówienia publiczne – element finansów publicznych obejmujący szczegółowe rozwiązania dotyczące procedur wydatkowania środków publicznych (sposobów wyłonienia wykonawców oraz zasad zawierania umów).

## Zamówienie publiczne
Na gruncie prawa polskiego od 2 marca 2004 r. do 31 grudnia 2020 r. zasady udzielania zamówień publicznych były sprecyzowane w ustawie z dnia 29 stycznia 2004 r. – Prawo zamówień publicznych (Dz.U. z 2019 r. poz. 1843), która zastąpiła ustawę z dnia 10 czerwca 1994 r. o zamówieniach publicznych (Dz.U. z 1994 r. nr 76, poz. 344). Stanowiła ona implementację do prawa polskiego przepisów odpowiednich dyrektyw Unii Europejskiej, w szczególności 2004/18/WE, 2004/17/WE, 89/665/EWG i 92/13/EWG. Od 1 stycznia 2021 roku na gruncie prawa polskiego zasady udzielania zamówień publicznych reguluje ustawa z dnia 11 września 2019 r. – Prawo zamówień publicznych (Dz.U. z 2024 r. poz. 1320), a sposób jej wejścia w życie określa ustawa z dnia 11 września 2019 r. – Przepisy wprowadzające ustawę – Prawo zamówień publicznych (Dz.U. z 2019 r. poz. 2020).
Do stosowania przepisów o zamówieniach publicznych są zobowiązane w szczególności podmioty sektora finansów publicznych, a także m.in. inne podmioty o podobnym charakterze lub kontrolowane w określony sposób przez jednostki sektora finansów publicznych, jeśli nabywają dostawy, roboty budowlane lub usługi.
Zamówień udzielać można w siedmiu opisanych w ustawie trybach:
- przetargu nieograniczonego,
- przetargu ograniczonego,
- negocjacji z ogłoszeniem,
- dialogu konkurencyjnego,
- partnerstwa innowacyjnego,
- negocjacji bez ogłoszenia,
- zamówienia z wolnej ręki,

przy czym do zastosowania trybów innych niż przetarg nieograniczony i przetarg ograniczony konieczne jest spełnienie opisanych w ustawie przesłanek.
Ponadto pewne szczególne zamówienia można poprzedzić konkursem (np. zamówienia z zakresu planowania przestrzennego, projektowania urbanistycznego, architektoniczno-budowlanego oraz przetwarzania danych), można także udzielić zamówienia na podstawie umów ramowych lub w ramach dynamicznego systemu zakupów.
Podstawowe zasady udzielania zamówień publicznych to:
- zasada równego traktowania wykonawców,
- zasada bezstronności i obiektywizmu,
- zasada uczciwej konkurencji,
- zasada jawności,
- zasada pisemności postępowania.

Zgodnie z ustawą, uczestnikom postępowań o udzielenie zamówienia publicznego przysługują środki ochrony prawnej w postaci:
- odwołania do Krajowej Izby Odwoławczej,
- skargi do sądu okręgowego.
- poinformowania zamawiającego o podjęciu przez niego czynności niezgodnej z ustawą lub zaniechaniu czynności, do której jest ustawowo zobowiązany, w przypadku, gdy wykonawcom na tę czynność lub zaniechanie nie przysługuje zgodnie z ustawą odwołanie.

Pierwszym aktem prawnym regulującym na terytorium Polski kwestię zamówień publicznych był dekret wydany 7 grudnia 1918 roku w przedmiocie utworzenia Urzędu Rozdzielczego w celu centralizacji zamówień rządowych, który został uchylony 6 lutego 1920 roku uchwałą Sejmu z 30 stycznia 1920 roku. Kwestie zamówień publicznych w Polsce w latach 1933–1949 regulowała ustawa z dnia 15 lutego 1933 r. o dostawach i robotach na rzecz Skarbu Państwa, samorządu oraz instytucyj prawa publicznego i będące aktem wykonawczym do ustawy Rozporządzenie Rady Ministrów z dnia 29 stycznia 1937 r. o dostawach i robotach na rzecz Skarbu Państwa, samorządu oraz instytucyj prawa publicznego, w latach 1949–1958 regulowała ustawa z dnia 18 listopada 1948 r. o dostawach, robotach i usługach na rzecz Skarbu Państwa, samorządu oraz niektórych kategorii osób prawnych, a w latach 1958–1984 regulowała ustawa z dnia 28 grudnia 1957 r. o dostawach, robotach i usługach na rzecz jednostek państwowych, która 1 stycznia 1984 roku została uchylona przez ustawę z dnia 21 grudnia 1983 r. o zmianie niektórych ustaw wprowadzających reformę gospodarczą.

## Koncesja na roboty budowlane lub usługi
Szczególną formą zamówień publicznych są koncesje na roboty budowlane lub usługi, których zasady udzielania są sprecyzowane w ustawie z dnia 21 października 2016 r. o umowie koncesji na roboty budowlane lub usługi (Dz.U. z 2023 r. poz. 140) (przed 2016 r. w ustawie z dnia 9 stycznia 2009 r. o koncesji na roboty budowlane lub usługi (Dz.U. z 2015 r. poz. 113)); tryb udzielania koncesji na roboty budowlane do 2009 r. był uregulowany w ustawie Prawo zamówień publicznych; na gruncie europejskim koncesje uregulowane są w dyrektywach wspomnianych powyżej.
Koncesje na tle innych zamówień publicznych wyróżniają dwa podstawowe elementy:
- wynagrodzeniem koncesjobiorcy (wykonawcy koncesji) jest prawo do korzystania z przedmiotu koncesji lub takie prawo wraz z płatnością koncesjodawcy (zamawiającego),
- płatność koncesjodawcy nie może prowadzić do odzyskania całości nakładów poniesionych przez koncesjonariusza i zarazem koncesjonariusz musi ponosić zasadniczą część ryzyka ekonomicznego realizowanej koncesji.

Stanowi w ten sposób formę szeroko rozumianego partnerstwa publiczno-prywatnego.
Proces udzielania koncesji rządzi się podstawowymi zasadami analogicznymi do obowiązujących w przypadku zamówień realizowanych w oparciu o ustawę Prawo zamówień publicznych. Obowiązuje jednak odmienna od trybów przewidzianych w ustawie Prawo zamówień publicznych procedura o większym stopniu elastyczności. Ustawa o koncesji określa także elementy, jakie musi zawierać umowa o koncesję oraz zawiera regulacje odnoszące się do maksymalnego czasu jej trwania.
Środkiem ochrony prawnej przysługującym uczestnikom postępowania o koncesję jest skarga do sądu administracyjnego.

## Platformy elektronicznych zamówień publicznych
W związku z nowelizacją przepisów o zamówieniach publicznych planowane jest uruchomienie centralnej platformy elektronicznej e-zamówienia. Będzie ona obejmować: centralne repozytorium danych, moduł monitorowania i analiz, moduł aukcji i licytacji, eSender oraz moduł przyjmowania i zabezpieczania ofert. Zamawiający i wykonawcy będą mogli realizować proces udzielania zamówień publicznych na dowolnym portalu (własnym lub zewnętrznym), które będą wspierać poszczególne etapy procesu postępowania o udzielenie zamówienia publicznego.

## Naruszenia prawa zamówień publicznych
Raport Urzędu Ochrony Konkurencji i Konsumentów z września 2013 wskazał, że najczęstszymi praktykami ograniczającymi konkurencję w postępowaniach o udzielenie zamówienia publicznego są:
- ograniczony dostęp do przetargów,
- zmowy między wykonawcami,
- faworyzowanie wykonawców przez zamawiających[10].

Według raportu Komisji Europejskiej z 2013 r. głównym polem korupcji w polskim sektorze publicznych usług medycznych finansowanych z podatków są zamówienia publiczne na sprzęt medyczny. Dostawcy korumpują – według badania – publiczne szpitale oferując dodatkowe darmowe egzemplarze urządzeń.

## Zamówienia publiczne w innych państwach

### Albania
Albania ma status obserwatora w stosunku do Porozumienia w sprawie zamówień rządowych Światowej Organizacji Handlu (WTO) i negocjuje przystąpienie do niej.

### Austria
Zamówienia publiczne w Austrii reguluje federalna ustawa o zamówieniach publicznych z 2017 r.

### Chiny
W latach 1949–1978 chińskie władze nabywały wymagane towary i usługi w ramach transakcji kierowanych administracyjnie, a dopiero od reform gospodarczych z 1978 r. „centralne planowanie zaczęło ustępować rozwiązaniom rynkowym”. Zdaniem badaczy Pinga Wanga i Xinglina Zhanga, że dla celów prawa porównawczego sensowne jest mówienie o „zamówieniach rządowych” lub „zamówieniach publicznych” dopiero po wdrożeniu reform z 1978 r. Ustawa o zamówieniach publicznych Chińskiej Republiki Ludowej została przyjęta na 28. posiedzeniu Stałego Komitetu Dziewiątego Krajowego Kongresu Ludowego w dniu 29 czerwca 2002 r. i jest podstawowym aktem prawnym w Chinach w zakresie zamówień publicznych, natomiast „Przepisy wykonawcze do ustawy Prawo zamówień publicznych”, które uzupełniają i doprecyzowują ustawę, weszły w życie 1 marca 2015 r. Przepisy dotyczące zamówień wojskowych są formułowane oddzielnie przez Centralną Komisję Wojskową (art. 86 ustawy o zamówieniach publicznych Chińskiej Republiki Ludowej).

### Cypr
Za politykę zamówień publicznych na Cyprze odpowiada Dyrekcja ds. Zamówień Publicznych Skarbu Republiki Cypryjskiej.

### Czechy
Zamówienia publiczne w Czechach reguluje ustawa nr 134/2016 o zamówieniach publicznych, podpisana przez prezydenta Republiki Czeskiej w dniu 22 kwietnia 2016 r.

### Watykan
Zamówienia publiczne w Watykanie są nadzorowane przez Sekretariat Gospodarki, który jest odpowiedzialny za ustalanie zasad i procedur zakupowych, a odpowiedzialność za wydatki jest powierzona poszczególnym dykasteriom i administracjom.

### Zambia
Zamówienia publiczne w Zambii reguluje ustawa o zamówieniach publicznych nr 12 z 2008 r. oraz przepisy o zamówieniach publicznych z 2011 r. Przed 2008 r. zamówienia publiczne były regulowane ustawą o krajowej komisji przetargowej w Zambii, ustawą nr 30 z 1982 r.